# Radio Yaracuy
Radio Yaracuy, empresa radioeléctrica yaracuyana denominada Yaracuy 1090 AM es una estación de radio ubicada en el 1090 kHz del dial AM en San Felipe, la cual inició sus transmisiones oficialmente el 12 de marzo de 1949, siendo su primer locutor y director Nicolás Daza Rocha.
Es parte de las 28 emisoras pioneras que conformaban el espectro radial venezolano en la primera mitad del siglo XX. Del mismo modo, es una de las 45 organizaciones radiales que fundaron la Cámara Venezolana de la Radiodifusión el 17 de abril de 1950.

## Historia
La idea de instalar en San Felipe una emisora comercial, nace de una reunión realizada en el Radio Club Venezolano – Seccional Yaracuy, por los radioaficionados Rafael Rodríguez Garranchán, Nicolás Daza Rocha., J.T. Martínez, José Freitez y Tomás Longobardi, quienes se encargaron de la organización y posterior constitución de la empresa Radio Yaracuy C.A., siendo su primer presidente Jesús Elorza.
Sus estudios iniciales estaban ubicados en la cuarta avenida entre las calles 12 y 13, en la casa Nº 123. La radio aperturó sus actividades con un transmisor de 1 kW de potencia en la frecuencia 4860 kHz de onda corta, construido en San Felipe por J.T. Martínez y el técnico José Landau. La planta de  transmisión se instaló al final de la Avenida Yaracuy, teniendo como técnico operador a Carlos Wisthols. Luego tendrían esa misma responsabilidad Cristóbal Mendoza y Daniel Orozco.
El 4 de junio de 1957, la emisora es adquirida por los hermanos Amílcar y Rafael Ángel Segura, visionarios empresarios venezolanos que fomentaron los grupos radiales.
En el año de 1967 , la estación fue mudada a la quinta avenida, esquina calle 15, frente al Parque Junin, donde es adquirida por el grupo Opinión Yaracuyana y luego en los años noventa, presidida por Andrés Von Fedak es trasladada a su actual sede, la cual queda en la comunidad de Andrés Eloy Blanco, en los terrenos donde también funciona su planta transmisora. El 5 de junio de 2015 fue visitada por el alcalde Alex Sánchez, alegando una inspección, pero a la media hora

## Frecuencias
- YVPB 1090 kHz en onda larga
- YVPA 4940 kHz en onda corta
- YVPB FM 99,7 MHz en frecuencia modulada